# شهرستان خوفد
شهرستان خوفد، خووْد، یا خوبد (به زبان مغولی: Ховд сум، [Xovd sum]؛ ᠬᠣᠪᠳᠤ ᠰᠤᠮᠤ، [qobdu sumu]) یک شهرستان (سُوم) در مغولستان است که در استان خوفد واقع شده‌است. در استان خوفد، شهرِ خوفد وجود دارد که مرکزِ این استان می‌باشد. اما این شهر، از «شهرستان خوفد» مجزاء می‌باشد. شهر خوفد، تابعِ شهرستانیست با نام «شهرستان جارغالانت». «شهرستانِ خوفد» در برگیرندهٔ اراضیِ حومه‌ای و غیرشهری در شمال‌غرب شهر خوفد می‌باشد.
اکثریت ساکنین شهرستان خوفد را مردم مسلمانِ قزاق تشکیل می‌دهند، ۹۶٪ از جمعیت شهرستان. این شهرستان، تنها شهرستانِ استان خوفد می‌باشد که اکثریت قزاق دارد. در سال ۱۹۹۱ میلادی، پس از فروپاشی اتحاد جماهیر شوروی و تشکیل کشور مستقل قزاقستان، حدود ۱/۳ از جمعیت این شهرستان کوچ کرده و به مقصد قزاقستان مهاجرت کردند. اما در دو دههٔ پس از آن، این روند برعکس شده و جمعیت قزاقِ این شهرستان مجددا رشد کرده است.

## تقسیمات اداری
شهرستان خوفد متشکل از ۵ قصبه (باغ) می‌باشد، شامل:
- اولان‌بورا (مغولی: Улаан бураа баг، [Ulaan buraa bag]؛ ᠤᠯᠠᠭᠠᠨ ᠪᠤᠷᠠᠭ᠎ᠠ ᠪᠠᠭ، [ulaɣan buraɣ-a baɣ])
- بایان‌بلاغ (مغولی: Баянбулаг баг، [Bajanbulag bag]؛ ᠪᠠᠶ᠋ᠠᠨᠪᠤᠯᠠᠭ ᠪᠠᠭ، [bayanbulaɣ baɣ])
- بارون‌سالا (مغولی: Баруун салаа баг، [Baruun salaa bag]؛ ᠪᠠᠷᠠᠭᠤᠨ ᠰᠠᠯᠠᠭ᠎ᠠ ᠪᠠᠭ، [baraɣun salaɣ-a baɣ])
- چاغان‌بورغاس (مغولی: Цагаан бургас баг، [Cagaan ‌burgas bag]؛ ᠴᠠᠭᠠᠨ ᠪᠤᠷᠭᠠᠰᠤ ᠪᠠᠭ، [čaɣan burɣasu baɣ])
- دونداُوس (مغولی: Дунд ус баг، [Dund us bag]؛ ᠳᠤᠮᠳᠠ ᠤᠰᠤ ᠪᠠᠭ، [dumda usu baɣ])